# 1973年のピンボール
『1973年のピンボール』 （せんきゅうひゃくななじゅうさんねんのピンボール） は、村上春樹の2作目の長編小説。

## 概要
文芸誌『群像』1980年3月号に掲載され、同年6月17日、講談社により単行本化された。表紙の絵は佐々木マキ。1983年9月8日、講談社文庫として文庫化された。2004年11月16日、文庫の新装版が出版された。
第83回芥川賞（1980年上半期）の候補作となった。
タイトルは大江健三郎の『万延元年のフットボール』のパロディであるいう説があったが、村上自身がその当否について言及することはながらくなかった。しかし東京FMのラジオ番組「村上RADIO」（2021年8月21日放送）で「『1973年のピンボール』。このタイトルは大江健三郎さんの『万延元年のフットボール』のもじりですね。ちょっと拝借しました。」と発言した。
「鼠三部作」の2作目。1973年9月に始まり、11月に終わる。第1章から第25章まで、「僕」の物語の章と鼠の物語の章に分かれ、二つの物語系列がパラレル（平行）に進行していく。
村上は当初、小説をリアリズムで書こうとしたが挫折し、「鼠」の章のみリアリズムで書いたと述べている。推敲を何度も重ねることで知られる村上だが、終盤の倉庫の箇所は一切書き直しなしで書いたという。
初期の長編2作は講談社英語文庫の英訳版（『Hear the Wind Sing』と『Pinball, 1973』）が存在していたが、村上自身が初期の長編2作を「自身が未熟な時代の作品」と評価していたため、長い間日本国外での英訳版の刊行は一切行われていなかった。2015年8月4日にテッド・グーセンの新訳により、『風の歌を聴け』との合本でHarvill Seckerから出版された。また同日、オーディオブック版もRandom House Audioから発売された。
2016年7月1日、電子書籍版が配信開始。

## あらすじ

### 「僕」の物語
1973年、大学を卒業し翻訳で生計を立てていた「僕」は、ふとしたことから双子の女の子と共同生活を始めることになる。そんなある日、「僕」の心をピンボールが捉える。1970年のジェイズ・バーで「鼠」が好んでプレイし、その後「僕」も夢中になったスリーフリッパーのピンボール台「スペースシップ」を捜し始める。

### 「鼠」の物語
鼠は1970年に大学を辞めて以来、故郷の街のジェイズ・バーに通ってバーテンのジェイを相手に現実感のない日々を送っていた。1973年9月のはじめ、新聞の不要物売買コーナーで電動タイプライターを見つける。タイプライターの持ち主の女と鼠は関係を持つ。

## 登場人物
僕
作中の語り手。友人と翻訳専門の事務所を設立し、英語の翻訳をしている。郊外のアパートに住んでいる。
双子の女の子
「僕」の同居人。トレーナー・シャツの胸にある208と209のプリントでしか見分けがつかない。
友人
「僕」と翻訳専門の事務所を設立し、フランス語の翻訳をしている。
事務員の女の子
ビジネス・スクールを卒業し、「僕」と友人の事務所に勤める。
鼠
「僕」の友人。1970年に大学をやめて以来、現実感を喪失している。「僕」が育った「街」で暮らし、「女」と逢瀬を重ねるが、苦しみながらジェイに「街」を出ていくことを告げる。
ジェイ
「鼠」の行きつけの店、ジェイズ・バーのオーナー兼バーテンダー。中国生まれの中国人。片手の猫と暮らしている。ジェイズ・バーにはかつてピンボールマシーン「スペースシップ」があり、「僕」もかつてはそこでビールを飲み続けていた。
鼠の女
突堤の近くのアパートに住む。美術大学の建築学科を卒業し、設計事務所に勤めている。27歳。
直子
1969年に「僕」と大学のラウンジで自分が育った「プラットフォームの端から端まで犬がいつも散歩している駅」がある街について話した。「僕」は直子のことを愛していたが直子はすでに死んでいる。「鼠」三部作でただ一人名前(本名)を担っている。
井戸掘り職人
井戸掘りの天才。直子が17歳の秋に列車に轢かれ死亡。
直子の父
仏文学者。大学の職を辞してからは古い書物の翻訳をしていた。
髪の長い少女
「僕」が大学生の時に同じアパートに住んでいた。1970年3月に大学をやめ故郷に帰る。
土星生まれの男
大学の一部を占拠する政治的なグループに所属。
ピンボール・マニアのスペイン語講師
大学でスペイン語を教えている。年は30を幾つか出たあたり。
ピンボールのコレクター
かつて養鶏場だった倉庫に78台のピンボール・マシンを集めている。
スペースシップ
かつてジェイズ・バーにあった3フリッパーのピンボール。シカゴのギルバート&サン社製。日本に3台のみ輸入された。

## 登場する文化・風俗
| アルテックA5                 | アメリカの音響機器メーカー「アルテック」が発売していた大型スピーカーシステムのひとつ。 土星生まれの男が属するグループが占拠した大学の九号館には、「二千枚のレコード・コレクションとアルテックA5を備えた小綺麗な音楽室」があり、秋の終わりまでにはグループの全員がクラシック・マニアになっていたと「僕」は書き記す。 |
| 「ハロー・メリー・ルウ」     | リッキー・ネルソンが1961年に発表したシングル「トラベリン・マン」のB面に収められた曲。「トラベリン・マン」は全米チャート1位を記録し、「ハロー・メリー・ルウ」は同9位を記録した。 「十二の歳に直子はこの土地にやってきた。。一九六一年、西暦でいうとそういうことになる。リッキー・ネルソンが『ハロー・メリー・ルウ』を唄った年だ」 |
| 「ラバー・ボール」           | ボビー・ヴィーが1960年に発表したシングル曲。 |
| リチャード・ニクソン         | アメリカの第37代大統領。本書では2回登場する。1回目は「歴代大統領の銅像が全部建てられるくらいの銅貨」という比喩のあと。「僕」は「もっともあなたにリチャード・M・ニクソンの銅像を建てる気があればのことだが」と述べる。 2回目は双子が驚くほど世間を知らないと「僕」が語る場面。「ベトナムが二つの部分にわかれて戦争をしていることを納得させるのに三日かかり、ニクソンがハノイを爆撃する理由を説明するのにあと四日かかった」                                                                    |
| レフ・トロツキー             | ウクライナ生まれの革命家、ソビエト連邦の政治家。本書では2回登場する。 |
| 『勇気ある追跡』             | 1969年公開のアメリカ映画。ジョン・ウェイン、グレン・キャンベル出演の西部劇。 |
| 「ペニー・レイン」           | ビートルズが1967年に発表したシングル曲。事務員の女の子の人となりについて「僕」はこう述べる。「一日に二十回も『ペニー・レイン』を（それもサビ抜きで）口ずさむことを別にすればこれといった欠点はなかった」 |
| ウィリアム・スタイロン       | アメリカの小説家・随筆家。『ソフィーの選択』（1979年）の著者として知られる。 |
| 『シンシナティ・キッド』     | 1965年公開のアメリカ映画。本文に書かれてあるとおり、スティーブ・マックイーンとエドワード・G・ロビンソンが出演している。 |
| 『純粋理性批判』             | イマヌエル・カントの1781年の著書。「僕」は双子のいれてくれたコーヒーを飲みながら『純粋理性批判』を何度も読み返す。 また、配電盤の葬式の際のお祈りの言葉として、その一節「哲学の義務は、誤解によって生じた幻想を除去することにある。」が引用されている。(高峯一愚訳に基づく独自訳) |
| ケネス・タイナン             | 英国の演劇評論家、劇作家。ロマン・ポランスキーが1971年に発表した映画『マクベス』の共同脚本も書いている。 「僕」の仕事のひとつとして、「一九七一年九月号の『エスカイヤ』に載っているケネス・タイナンの『ポランスキー論』」が登場する。 このタイナンの論文"Polish Imposition by Keneth Tynan"は"Esquire"1971.9号に実際に掲載されている。 明里千章によれば、田山力哉が1972年の「キネマ旬報」と「映画評論」に書いた2本のポランスキーに関する記事は、この論文を無断で再編集し翻訳したものである。 |
| フョードル・ドストエフスキー | ロシアの代表的小説家のひとり。「『殆んど誰とも友だちになんかなれない。』 それが僕の一九七〇年代におけるライフ・スタイルであった。ドストエフスキーが予言し、僕が固めた」 |
| ミルドレッド・ベイリー       | 1930年代に活躍した女性ジャズ歌手。ベイリーの「イッツ・ソー・ピースフル・イン・ザ・カントリー」を「僕」が口笛で二回吹くと、双子の女の子はいい曲ねと賞める。 |
| ビックス・バイダーベック     | アメリカのジャズ・コルネット奏者。1931年8月に28歳の若さでこの世を去った。村上は和田誠との共著『ポートレイト・イン・ジャズ』（新潮社、1997年12月）の中でビックス・バイダーベックに触れている。 |
| マッカーサー・パーク         | ジミー・ウェッブが作詞作曲し、リチャード・ハリスが歌った曲。1968年に全米2位を記録した。ジェイズ・バーでかかる。 |
| ジャン&ディーン              | アメリカの2人組音楽グループ。主に1960年代前半に人気を博した。問題は自分に合った場所が全て時代遅れになりつあることだ、と述べたあとで「僕」はこう記す。 「もう誰もミニ・スカートなんてはかないしジャンとディーンなんて聴かない。最後に靴下どめのついたガードルをはいた女の子を見たのはいつのことだったろう？」 |

## 『群像』版と単行本と『村上春樹全作品』の本文異同
以下は『群像』1980年3月号掲載版と単行本と『村上春樹全作品1979～1989』の本文異同である（主なもののみ）。山﨑眞紀子著『村上春樹の本文改稿研究』（若草書房、2008年1月）に拠った。
| 『群像』                                                                            | 単行本                                                   | 『村上春樹全作品1979～1989』                 |
| ----------------------------------------------------------------------------------- | -------------------------------------------------------- | -------------------------------------------- |
| タイトル『一九七三年のピンボール』                                                  | タイトル『1973年のピンボール』                           | 同左                                         |
| ペプシの紙コップが一つ置かれていた                                                  | 紙コップが一つ置かれていた                               | 同左                                         |
| まるでチェシャ猫のように                                                            | まるで「不思議の国のアリス」に出てくるチェシャ猫のように | 同左                                         |
| 「トムとジェリー。」 「バットマンとロビン。」                                       | 削除                                                     | 削除                                         |
| 餌にはリグレイのペパーミント・ガムを使った。                                        | 餌にはペパーミント・ガムを使った。                       | 同左                                         |
| 肺をこじらせて死んだ。                                                              | 同左                                                     | 肺炎をこじらせて死んだ。                     |
| ジェームス・B・ハートレイはその哲学的なピンボール研究書「ボーナス・ライト」の序文で | ピンボール研究書「ボーナス・ライト」の序文で             | 同左                                         |
| スティーヴ・マクイーン                                                              | 同左                                                     | スティーヴ・マクィーン                       |
| すぐにラジエーターが故障するフォルクス・ワーゲン                                    | 同左                                                     | すぐにエンジンが故障するフォルクス・ワーゲン |
| 誰も受話器を取らぬままに死んだ。                                                    | 誰も受話器を取らぬままに止んだ。                         | 同左                                         |
| 何故だかわからない。でもそれは馬鹿気ていた。                                        | でもそれは馬鹿気ていた。                                 | 同左                                         |
| もう誰にも何も与えることはできないのかもしれない。パンの耳さえも……。                | もう誰にも何も与えることはできないのかもしれない。       | 同左                                         |
| ティッシュ・ペーパーを細かく引き裂いて                                              | 新聞紙を細かく引き裂いて                                 | 同左                                         |
| その年の冬のことだった。                                                            | 一九七〇年の冬のことだった。                             | 同左                                         |

## 翻訳
| 翻訳言語        | 翻訳者                     | 発行日        | 発行元            |
| --------------- | -------------------------- | ------------- | ----------------- |
| 英語            | アルフレッド・バーンバウム | 1985年9月     | 講談社英語文庫    |
| 英語            | テッド・グーセン           | 2015年8月4日  | Harvill Secker    |
| フランス語      | Hélène Morita              | 2016年1月16日 | Belfond           |
| ドイツ語        | Ursula Gräfe               | 2015年5月20日 | DuMont Buchverlag |
| イタリア語      | Antonietta Pastore         | 2016年5月24日 | Einaudi           |
| スペイン語      | Lourdes Porta Fuentes      | 2015年10月1日 | Tusquets Editores |
| ポルトガル語    | Maria João Lourenço        | 2016年5月31日 | Casa das Letras   |
| ノルウェー語    | Yngve Johan Larsen         | 2015年        | Pax forlag        |
| ポーランド語    | Anna Zielińska-Elliott     | 2014年5月     | Muza              |
| ロシア語        | Вадим Смоленский           | 2002年        | Eksmo             |
| 中国語 (繁体字) | 頼明珠                     | 1992年2月25日 | 時報文化          |
| 中国語 (簡体字) | 林少華                     | 2008年8月     | 上海訳文出版社    |
| 韓国語          | 金蘭周（キム・ナンジュ）   | 1997年1月15日 | 열림원            |
| 韓国語          | ユン・ソンウォン           | 2007年12月    | 文学思想社        |
| タイ語          | นพดล เวชสวัสดิ์               | 2002年11月    | สำนักพิมพ์แม่ไก่ขยัน    |
| ハンガリー語    | Mayer Ingrid               | 2016年        | Geopen            |